# Laurie Hernandez
Lauren Zoe «Laurie» Hernandez (New Brunswick, Nova Jersey, 9 de juny de 2000) és una gimnasta artística americana. Va competir com a membre de l'equip de gimnàstica femení d'els Estats Units, batejat com a Final Five (les cinc finals)" als Jocs Olímpics d'Estiu de 2016, on va resultar guanyadora de l'or en la competició d'equips i de la plata en la barra d'equilibri.
El 2016, Hernandez va guanyar la temporada número 23 de Dancing With The Stars (ballant amb les estrelles), on va tenir de company el ballarí professional Val Chmerkovskiy.

## Vida personal
Hernandez va néixer a Old Bridge Township, Nova Jersey, filla de Wanda i Anthony Hernandez. Va assistir a l'Institut Abeka Academy, a la mateixa localitat. Té una germana, Jelysa, i un germà, Marcus, qui va graduar-se de la Universitat Rutgers l'any 2018. És d'ascendència porto-riquenya.

## Carrera de gimnàstica

### Carrera Júnior

#### 2012
La carrera d'elit d'Hernandez va començar al US Classic de 2012, on va quedar 11a en la divisió júnior a l'edat de 12 anys. A través del Classic, va classificar-se pels Campionats Nacionals a St. Louis, on va quedar 21a després dos dies de competició.

#### 2013
La primera prova d'Hernandez la temporada 2013 va ser el Clàssic de WOGA (World Olympics Gymnastics Academy - Acadèmia Mundial de Gimnàstica Olímpica), on va quedar segona en la general. El juny, va competir al Clàssic dels Estats Units a Huntsville, Texas. Allà, va quedar primera a l'exercici de terra, segona a la general, darrere Ariana Agrapides, i tercera a la barra d'equilibri i al salt sobre poltre.
Hernandez va guanyar la general júnior a l'Elite National Qualifier (classificador nacional d'elit) de 2013. Després d'un campament de formació nacional, el juliol de 2013 Hernandez va ser inclosa a l'equip nacional júnior d'els Estats Units. Llavors va anar a Chicago pel Clàssic dels Estats Units, on va quedar sisena a la general i va guanyar el títol d'exercici de terra. Als Campionats Nacionals d'aquell agost, va guanyar la medalla de plata en la competició general júnior amb una puntuació total de 116.650, darrere de Bailie Key. També va quedar segona a l'exercici de terra i en les barres asimètiques, i va empatar pel tercer lloc en la barra d'equilibri amb Alexis Vasquez.
El setembre, Hernandez va ser seleccionada per representar els Estats Units al "Junior Japan International" a Yokohama. Va aconseguir una puntuació de 56.750 que li va permetre guanyar la medalla de bronze en la general. També va quedar tercera al salt de poltre, quarta en l'exercici de terra, i sisena en la barra d'equilibri. Més tard aquell mateix any, va competir a la "International Junior Mexican Cup" (Copa Mexicana Internacional Júnior) a Acapulco i va ajudar l'equip dels Estats Units—Hernandez, Key, Veronica Hults, i Emily Gaskins—a guanyar la medalla d'or. També va quedar segona en la general darrere de Key.

#### 2014
A principis de 2014, Hernandez es va fracturar el canell quan va relliscar de la barra en una sessió d'entrenaments. Va retornar a competició poc després de la lesió però llavors va patir un trencament del tendó rotulà i es va dislocar la ròtula, abocant-la a sis mesos allunyada de gimnàstica. Ella va reincorporar-se als entrenaments a la tardor i va assistir al campament de formació final de l'any dels Estats Units el mes de novembre.

#### 2015
Hernandez va ser incorporada a l'equip dels Estats Units pel City of Jesolo Trophy (Trofeu Ciutat de Jesolo) de 2015, on fou cornoada campiona júnior de la general amb una puntuació de 57.650, per davant de les seves companyes d'equip Norah Flatley i Jazmyn Foberg. En les finals júniors, va guanyar medalles d'or en les barres asimètiques, amb una puntuació de 14.500, i l'exercici de terra, amb una puntuació de 14.650.
Al US Classic de 2015 del juliol, Hernandez va guanyar el títol júnior de la general amb una puntuació de 58.450, així com el salt de poltre (14.900) i les barres asimètriques (15.000). Va aconseguir el tercer lloc en la barra d'equilibri (14.200) i exercici de terra (14.350, empatada amb Deanne Soza).
Als Campionats Nacionals, va tenir una puntuació de 57.900 el primer dia de competició i 59.550 el segon, guanyant el títol júnior general per davant de l'anterior campiona Foberg. Ella també va guanyar el títol en les barres asimètriques amb una putuació de dos dies combinada de 30.100, va endur-se la plata en l'exercici de terra, i el bronze en la barra d'equilibri i el salt de poltre.
Hernandez va ser llavors seleccionada per competir a l'International Júnior Japan Meet (Trobada internacional Júnior del Japó) de 2015 a Yokohama, on va guanyar la general, l'exercici de terra, i el salt del poltre; i va aconseguir medalles de plata a la barra d'equilibri i les barres asimètriques.

### Carrera sènior

#### 2016
Hernandez va fer el seu debut en la categoria sènior el 2016. El mes de març, va competir al Trofeu Ciutat de Jesolo a Jesolo, Itàlia, on va guanyar la medalla de bronze en la general amb una puntuació de 58.550, darrere de dues companyes de l'equip dels Estats Units, la també sènior de primer any Ragan Smith i Gabby Douglas, la campiona olímpica de la general de 2012. Ella també va guanyar una medalla de plata el salt al poltre i una medalla d'or a la barra d'equilibri, per davant de Smith i la gimnasta olímpica dels Jocs de 2012 Aly Raisman.
A l'abril, Hernandez va competir als Campionats de Gimnàstica de Pacific Rim a Everett, Washington juntament amb Raisman, Smith, la triple campiona mundial de la general Simone Biles, i la membre de l'equip dels Campionats Mundials de 2015, Brenna Dowell. Va contribuir amb una puntuació general de 59.800 per a l'equip americà, que va quedar primer i així es va col·locar tercera en la classificació individual darrere de Biles i Raisman, però no va guanyar la medalla de bronze de la general a causa d'una regla que limita a dues les medalles que poden conseguir els gimnastes d'un mateix país (la japonesa Nagi Kajita va endur-se bronze en el seu lloc). Hernandez també va classificar-se per la final de barra de l'equilibri, però USA Gymnastics va anunciar que ella i Biles no competirien a les finals de cada una de les disciplines per tal de donar-los temps de descans abans dels Jocs Olímpics.
El mes de juny, Hernandez va competir al Clàssic dels Estats Units només en barres, conseguint una puntuació de 15.400. Més tard aquell mes, va competir en les quatre disciplines als Campionats Nacionals. Al final de la primera nit, anava empatada pel segon lloc en la general amb Raisman, darrere de Biles, amb una puntuació de 60.450. La segona nit, va aconseguir 14.800 punts en el salt de poltre, 15.150 en les barres asimètriques, 15.300 en la barra d'equilibri, i 14.800 en l'exercici de terra. Va acabar els dos dies de competició en tercera posició, darrere de Biles i Raisman. Va quedar tercera en barres asimètriques i la barra d'equilibri, i empatada també pel tercer lloc en l'exercici de terra amb MyKayla Skinner.
A la classificatòria pels Jocs Olímpics de principis de juliol, Hernandez va quedar segona en la general, darrere de Biles. Va ser escollida per a l'equip Olímpic juntament amb Biles, Douglas, Raisman i Madison Kocian.
El 2014, Hernandez s'havia compromès amb la Universitat de Florida per competir amb els Florida Gators, el seu equip de gimnàstica de la NCAA. Tanmateix, va decidir renunciar a l'elegibilitat de la NCAA i esdevenir una atleta professional el 3 d'agost de 2016, prèviament a les Olimpíades.

##### Jocs Olímpics de Rio de Janeiro 2016

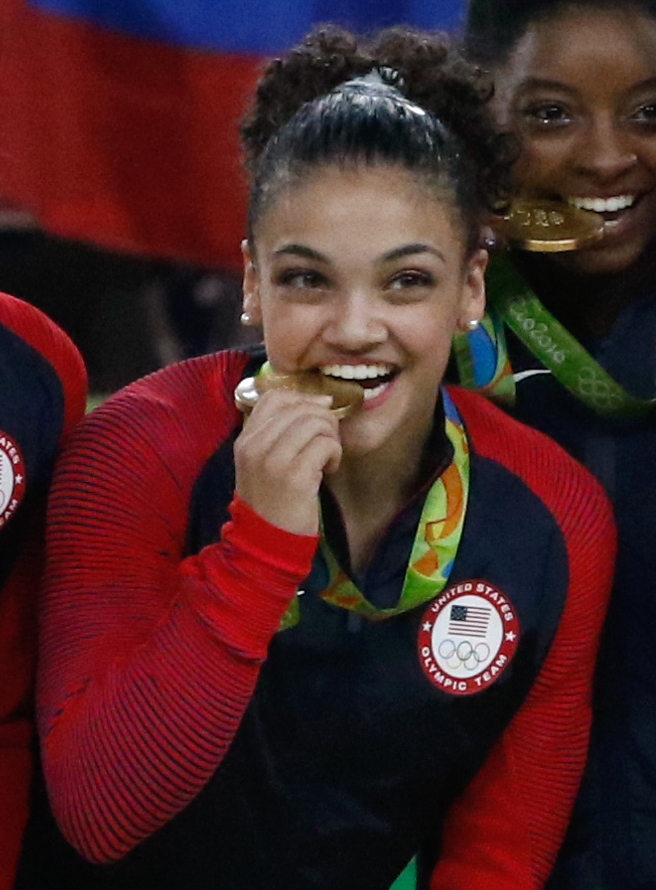
Hernandez als Jocs Olímpics d'Estiu de 2016

El 7 d'agost, Hernandez va competir en la classificatòria femenina als Jocs Olímpics d'Estiu de 2016, on els primers vuit equips avançaven a les finals per equips. Hernandez va aconseguir un 15.200 al salt de poltre, un 15.366 a la barra d'equilibri, i un 14.800 a exercici de terra, classificant-se per a les finals de la disciplina de barra d'equilibri en segon lloc. Ella va aconseguir la quarta puntuació més alta a l'exercici de terra, però no va avançar a la final a causa de la norma que tan sols permetia que ho fessin dues gimnastes de cada equip, ja que les seves companyes Biles i Raisman havien aconseguit puntuacions més altes. Hernandez no va competir en barres asimètriques. L'equip dels Estats Units va acabar primer en la classificació per equips, assegurant-se una plaça a les finals d'equip amb una puntuació de 185.238.
El 9 d'agost, Hernandez i la resta de l'equip dels Estats Units, conegut com les Final Five (últimes cinc), va guanyar l'or en la competició per equips. Els americans van guanyar cada disciplina, conseguint una puntuació total de 184.897, més de vuit punts més alta que les segones, Rússia (176.688) i les terceres, Xina (176.003). Hernandez va ser la primera del seu equip en competir tant en el salt de poltre com en l'exercici de terra. Va contribuir a la puntuació global amb 15.100 punts al salt de poltre, 15.233 a la barra d'equilibri i 14.833 en l'exercici de terra.
El 15 d'agost durant les finals per disciplines, Hernandez va guanyar una medalla de plata en la barra d'equilibri amb una puntuació de 15.333. Va col·locar-se per davant de la seva companya Simone Biles, que va quedar tercera amb una puntuació de 14.733 després de cometre un error i va agafar-se a la barra, i per darrere de Sanne Wevers dels Països Baixos, qui va guanyar l'or amb una puntuació de 15.466.

#### Parada
Després dels Jocs Olímpics, Hernandez va aparèixer al programa televisiu la Dancing with the Stars (ballant amb les estrelles). Va continuar apareixent a la televisió i als mitjans de comunicació els següents quatre anys, com a presentadora, actriu de veu i com a convidada. Va retornar als entrenaments de gimnàstica l'octubre de 2018, després dos anys fora. Tot i que Hernandez anteriorment havia entrenat a Nova Jersey, a MG Elite, pel seu retorn va escollir canviar de club de gimnàstica i entrenar a Gym-Max a Califòrnia amb els entrenadors Jenny Zhang i Howie Liang. L'agost de 2019, va dir que estava entrenant cinc hores al dia, sis dies a la setmana. Hernandez va ser convidada al campament de formació de l'equip nacional el 15-18 de novembre, després d'haver assistit com espectadora als Campionats dels Estats Units de l'aquell agost i parlar amb el coordinador de l'equip Tom Forster mentre era allà.

#### 2020
El gener de 2020, Hernandez va dir que s'estava centrant en les trobades que s'iniciaven a finals de maig de 2020: el Clàssic dels Estats Units, elsCampionats Nacionals dels Estats Units, i la classificatòria pels Jocs Olímpics. Hernandez no va assistir al febrer al campament d'entrenament de l'equip nacional, malgrat haver-hi estat convidada. Com que campament de febrer era una selecció per les trobades internacionals de la primavera, Hernandez no va poder participar en les competicions de març i abril de 2020. Segons el coordinador de l'equip Tom Forster, Hernandez va acceptar la invitació pel campament d'abril. El 29 d'abril, l'entrenadora anterior d'Hernandez, Maggie Haney, va ser suspesa per USA Gymnastics durant vuit anys a causa de conductes abusives. Hernandez va testificar en contra de Haney a l'audiència que va celebrar USA Gymnastics, i va penjar un missatge sobre les seves experiències en les seves xarxes socials sense anomenar l'entrenador. Haney va humiliar Hernandez públicament, portant-la a menjar en excés i deixar de menjar. També va forçar Hernandez a entrenar i competir mentre estava lesionada. El 2020, Hernandez encara lluita contra la depressió i trastorns de l'alimentació que van originar-se a caus de l'abús Haney. Dins de la comunitat de gimnàstica, la suspensió de Haney va ser vista com un pas endavant de US Gymnastics, i els fans d'Hernandez li van donar un ampli suport a internet.

## Papers a televisió i aparicions als mitjans de comunicació

### Dancing with the Stars (Ballant amb les Estrelles)
Hernandez va ser anunciada com una de les famoses que competirien en la Temporada 23 de Dancing with the Stars el 30 d'agost de 2016. La van posar de parella amb el ballarí professional Valentin Chmerkovskiy. La parella va guanyar el Mirrorball Trophy (Trofeu Bola de Mirall) en l'episodi emès el 22 de novembre de 2016. Als 16 anys, Hernandez és actualment la guanyadora més jove del concurs.
El novembre de 2017, Hernandez va tornar a la 25a temporada la setmana vuit, per participar en un trio de jive amb Victoria Arlen i la seva professional Valentin Chmerkovskiy.

### Altres papers televisius
El 15 de juliol de 2018, Hernandez va anunciar en Instagram que co-presentaria American Ninja Warrior Junior (Guerrer Ninja Americà Júnior).
L'11 de setembre de 2018, va ser anunciat que Hernandez s'uniria a Jane Lynch i Tim Gunn en el la mini-sèrie de dibuixos de Nickelodeon Middle School Moguls, posant veu a un personatge anomenat Valeria.☃☃
| Any  | Títol                                | Funció       | Notes                                                         |
| ---- | ------------------------------------ | ------------ | ------------------------------------------------------------- |
| 2016 | Dancing with the Stars               | Ella Mateixa | Concursant de la Temporada 23                                 |
| 2017 | Stuck in the Middle (Atrapat al mig) | Ella Mateixa |                                                               |
| 2018 | Sesame Street (Barri Sèsam)          | Ella Mateixa | Cameo en la temporada 48                                      |
| 2018 | Celebrity Family Feud                | Ella Mateixa | Temporada d'estiu 2018                                        |
| 2018 | American Ninja Warrior Junior        | Ella Mateixa | Co-Amfitriona                                                 |
| 2019 | Middle School Moguls                 | Valeria      | Actriu de veu                                                 |
| 2019 | Ryan's Mystery Playdate              | Ella mateixa | Episodi: "Ryan's Champion Playdate/Ryan's Traveling Playdate" |
| 2020 | Blue's Clues &amp; You!              | Ella         | Episodi: "Happy Birthday, Blue!"                              |

### Aparicions als mitjans de comunicació
Hernandez ha aparegut en molts programes d'entrevistes: The Today Show, Good Morning America, The Ellen DeGeneres Show, Entertainment Tonight, The Tonight Show Starring Jimmy Fallon, Access Hollywood Life, Omg! Insider, Hollywood Today Life, i Stuck in the Middle.
El 24 de novembre de 2016, va aparèixer en el 90è aniversari de la Macy's Thanksgiving Day Parade (la desfilada del dia d'acció de gràcies de Macy's). Estava a la carrossa "Spirit of America" (Esperit d'Amèrica).
Entre el 24 i el 26 de novembre de 2017, Hernandez va ser la narradora convidada pel Candlelight Processional a l'Epcot Centre de Disney Món.

### Llibres
El 31 d'octubre de 2016, Hernandez va anunciar el seu llibre I Got This: To Gold and Beyond (Jo ho tinc: Fins l'or i més enllà) a Instagram. La data de publicació era el 24 de gener de 2017. L'1 de febrer, Hernandez va compartir a Instagram i Twitter que s'havia convertit una New York Times Best Selling Author (Autors més venuts del New York Times) pel llibre.
El 2018, Hernandez va publicar un llibre similar per nens, pels lectors més petits, titulat She's Got This (ella ho té), amb il·lustracions per Nina Mata.

## Història competitiva

### Júnior
| Any  | Esdeveniment                                  | Equip | AA | VT | UB | BB | FX |
| ---- | --------------------------------------------- | ----- | -- | -- | -- | -- | -- |
| 2012 | American Classic (Clàssic americà)            |       | 8  | 10 | 8  | 2  | 6  |
| 2012 | Secret USA Classic (Clàssic dels EUA secrets) |       | 11 | 10 | 23 | 7  | 6  |
| 2012 | Campionats nacionals                          |       | 21 | 19 | 19 | 21 | 17 |
| 2013 | Clàssic de WOGA                               |       | 2  | 4  | 3  | 4  | 9  |
| 2013 | Parkettes Invitational                        |       | 1  | 3  | 1  | 1  | 1  |
| 2013 | American Classic (Clàssic americà)            |       | 2  | 3  | 7  | 3  | 1  |
| 2013 | U.S. Classic (Clàssic dels EUA)               |       | 6  | 8  | 8  | 16 | 1  |
| 2013 | Campionats nacionals                          |       | 2  | 5  | 2  | 3  | 2  |
| 2013 | Japan Junior Internacional                    |       | 3  | 3  |    | 6  | 4  |
| 2013 | Junior Mexican Cup                            | 1     | 2  |    |    |    |    |
| 2015 | Trofeu Ciutat de Jesolo                       | 1     | 1  |    | 1  |    | 1  |
| 2015 | U.S. Classic (Clàssic dels EUA)               |       | 1  | 1  | 1  | 3  | 3  |
| 2015 | Campionats nacionals                          |       | 1  | 3  | 1  | 3  | 2  |
| 2015 | Japan Junior Internacional                    |       | 1  | 1  | 2  | 2  | 1  |

### Sènior
| Any  | Esdeveniment                                        | Equip | AA | VT | UB | BB | FX |
| ---- | --------------------------------------------------- | ----- | -- | -- | -- | -- | -- |
| 2016 | Trofeu Ciutat de Jesolo                             | 1     | 3  | 2  |    | 1  |    |
| 2016 | Campionats Pacific Rim                              | 1     |    |    |    |    |    |
| 2016 | U.S. Classic (Clàssic dels EUA)                     |       |    |    | 4  |    |    |
| 2016 | Campionats nacionals                                |       | 3  |    | 3  | 3  | 3  |
| 2016 | Olympic Trials (classificaroris pels Jocs Olímpics) |       | 2  | 4  | 7  | 1  | 3  |
| 2016 | Jocs Olímpics d'estiu                               | 1     |    |    |    | 2  |    |

## Habilitats
Hernandez és coneguda per les seves forma i tècnica clares, la seva coreografia expressiva, i les seves rutines entretingudes en l'exercici de terra.

## Honors
- El juny de 2019, Hernandez va ser introduida al Hall of Fame (saló de la fama) de Nova Jersey.
- L'1 de gener de 2020, Hernandez va ser Grand Marshal de la Rose Parade de 2020.[43]